# Erin Kellyman
Erin Mae Kellyman (Tamworth, 17 de outubro de 1998) é uma atriz britânica. Kellyman aparece como Enfys Nest, líder dos rebeldes Cloud Riders, em Solo: A Star Wars Story e Eponine Thénardier na adaptação para a BBC de 2019 do romance de Victor Hugo, Les Miserables.

## Infância e educação
Originalmente de Tamworth, Staffordshire, Kellyman formou-se no Nottingham Television Workshop.

## Carreira
Kellyman apareceu em Raised by Wolves, escrito por Caitlin Moran e sua irmã Caroline Moran para o Channel 4. Ela também apareceu na sitcom da BBC de 2016 The Coopers Vs The Rest, com Tanya Franks e Kerry Godliman, sobre um trio de crianças adotadas criadas por um casal suburbano.
O papel de Nest em Solo foi relatado como o 'anti-herói que merecemos' e 'o novo personagem mais importante apresentado no filme'. Esta função relatou ter dado a Kellyman 'reconhecimento global'. Para o papel, Kellyman teve que passar por três fases de audição.
Kellyman também aparece na adaptação da BBC de Les Misérables como Éponine ao lado de Olivia Colman, Lily Collins, David Oyelowo e Dominic West . Kellyman elogiou a diversidade na produção da BBC, admitindo que nunca considerou que seria capaz de desempenhar tal papel em um drama de época.
Kellyman apareceu na série de humor negro da BBC Two, Don't Forget The Driver, estrelada por Toby Jones.
Mais recentemente em 2021, interpretou a personagem Karli Morgenthau na série da Marvel The Falcon and The Winter Soldier.

## Filmografia

### Filme
| Ano  | Título                          | Função     | Diretor      | Notas        |
| ---- | ------------------------------- | ---------- | ------------ | ------------ |
| 2018 | Solo: Uma História de Star Wars | Enfys Nest | Ron Howard   |              |
| 2020 | The Green Knight                |            | David Lowery | Pós-produção |

### Televisão
| Ano       | Título                        | Função           | Notas       |
| --------- | ----------------------------- | ---------------- | ----------- |
| 2015–2016 | Raised by Wolves              | Cathy            | 5 episódios |
| 2017      | Uncle                         | Eleanor          | 1 episódio  |
| 2018–2019 | Os Miseráveis                 | Eponine          | 3 episódios |
| 2019      | Don't Forget the Driver       | Kayla            | 6 episódios |
| 2020      | Life                          | Maia             | 6 episódios |
| 2021      | O Falcão e o Soldado Invernal | Karli Morgenthau | 6 episódios |